# سایکو (دوره)
سایکو (به ژاپنی: 斉衡 Saikō) نام عصر ژاپنی (نِنگُو) بود. این عصر بعد از نینجو و قبل از تن‌آن قرار داشت و از نوامبر ۸۵۴ تا فوریه ۸۵۷ میلادی به طول انجامید. در طی این عصر امپراتور مونتوکو حکمران ژاپن بود. در ایران بنیان گذار ان امید (captain) بوده است